# فريدوم (نيوهامشير)
فريدوم (بالإنجليزية: Freedom, New Hampshire)‏ هي بلدة أمريكية تقع في الولايات المتحدة في Carroll County. يقدر عدد سكانها بـ 1,489 نسمة ومساحتها 98.7 كم2 ووترتفع عن سطح البحر 134 متر.